# Droit des brevets aux États-Unis

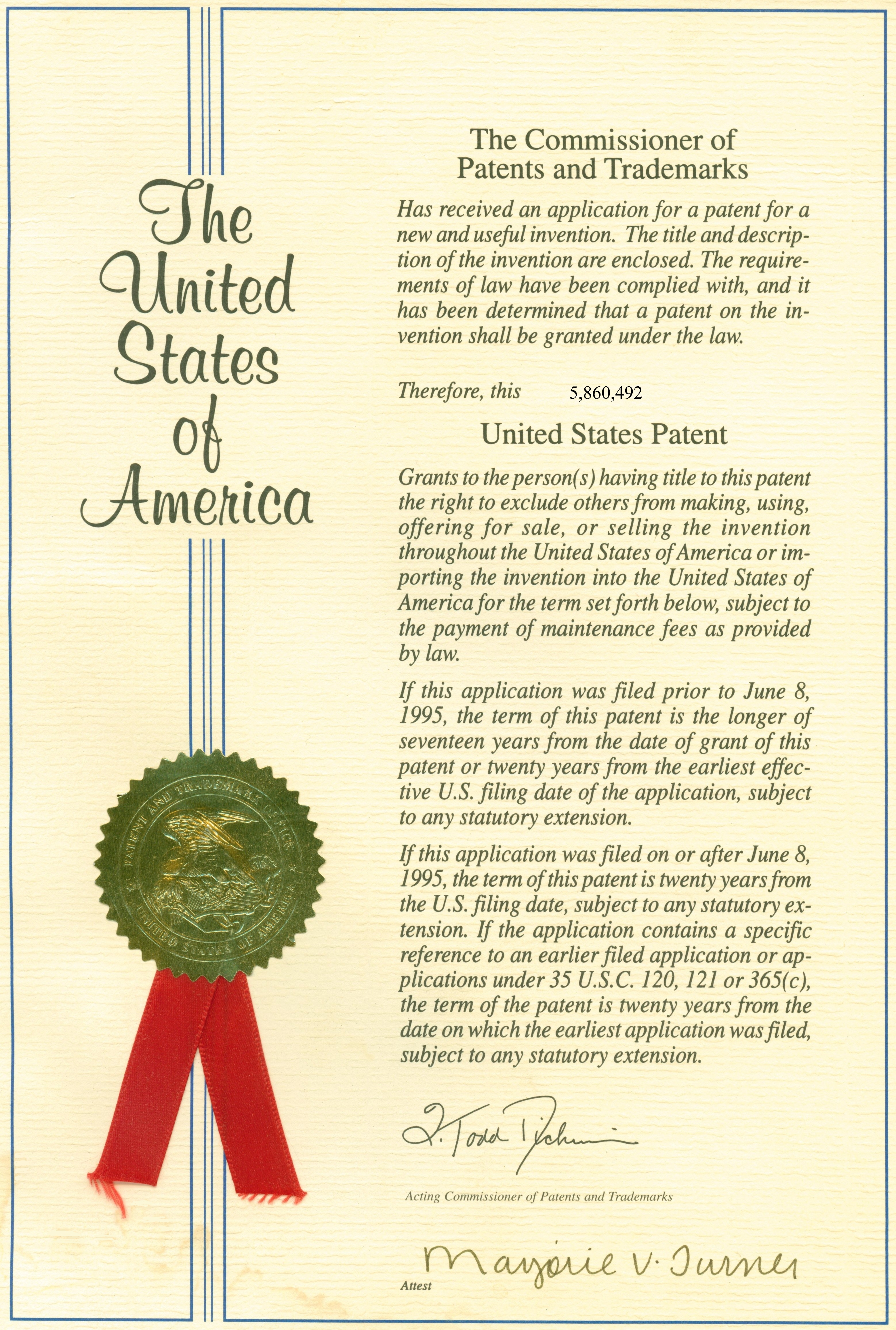
Exemple d'un brevet américain

Le droit des brevets aux États-Unis désigne les législations américaines traitant des inventions. Ils sont instaurés pour promouvoir le progrès de la Science et des inventions en conférant au détenteur d'un brevet des droits exclusifs sur leur découverte comme le prévoit la constitution des États-Unis, et ce pour un temps limité.